# Арутюнян, Людмила Акоповна
Людми́ла Ако́повна Арутюня́н (арм. Լյուդմիլա Հակոբի Հարությունյան, 13 ноября 1941, Ереван) — армянский социолог, политический и общественный деятель.
- 1974—1975 — Парижский университет
- 1967 — Московский государственный университет, институт повышения квалификации.
- 1958—1963 — Ереванский государственный университет. Кандидат экономических наук (1971).
- 1986 — Доктор философских наук, институт социологии (Москва).
- С 1963 — Ереванский государственный университет; преподаватель, старший преподаватель, профессор социологии, заведующая кафедрой социологии, декан социологического факультета.
- 1988—1991 — была членом верховного совета Армянской ССР.
- На XXVIII съезде КПСС в июле 1990 года избрана членом ЦК КПСС.
- С 1997 — директор центра региональной интеграции и разрешения конфликтов ЕГУ.
- 1998 — кандидат в президенты Армении.
- Приглашённый профессор в университете Джоржа Мейсона, институт анализа и разрешения конфликтов (США, штат Виргиния).
- Приглашённый профессор в национальном институте демографических исследований (Париж).
- С 1998 — член независимого исследовательского совета по миграции стран СНГ и Балтии.
- С 2001 — член Американской социологической ассоциации.
- С 2002 — член группы социальных специалистов Совета Европы.
- С 2003 — член совета ученых INTAS.

Награждена медалями Мовсеса Хоренаци (1999) и «За заслуги перед Отечеством» 1-й степени (2016).

## Участие в проектах
- 1997 — Бюджет городской и сельских семей Армении.
- 1998 — Социальная безопасность в Армении.
- 1999 — Возвращающиеся в Армению трудовые эмигранты.
- 2000 — Социально-экономический портрет интегрировавшихся мигрантов в СНГ, исследование доступности социальных и медицинских услуг.
- 2001 — Исследование общественного мнения в отношении реформ в социальной сфере, анализ состояния в области отмены всех форм дискриминации в отношении женщин в Армении.
- 2002 — Пути повышения эффективности системы предоставляемых семьям льгот в Армении: пилотный проект, скрытая безработица и скрытая занятость: пилотный проект.
- 2004 — Социальная стратификация в Армении. Коллективная память и поведение личности. Реформация сферы образования: общественное и экспертное мнение.